# 李健仁
李健仁（英語：Lee Kin Yan，1961年5月12日—），香港男演員，前星輝海外有限公司的製作人之一，曾效力香港本地足球隊。李健仁經常在周星馳電影中飾演濃妝艷抹、手指掏鼻，不男不女的角色「如花」，而「如花」一角甚至成為周星馳電影中醜婦人的代名詞。李健仁亦參與其他戲份較多的電影演出，例如在1999年上映的真人真事改編電影《三五成群》中，飾演一名輕度弱智男子。現在，李氏多在中國大陸發展。

## 背景
李健仁的父親是曾經服務嘉禾娛樂的電影攝影師李有堂。李健仁早年在九龍油麻地成長，就讀九龍婦女福利會李炳紀念學校。他在1979年畢業於聖瑪利奧英文中學，就讀中二時與周星馳為同班同學，因而互相認識。由於他與周氏經常結伴到尖沙咀的迪斯可舞廳流連，因此也結識了演員梁朝偉。李健仁在1979年至1982年間，曾先後效力東方、愉園及流浪等足球隊的預備組，擔任守門員，亦曾跟著名足球員仇志強學習踢足球。及後因受傷而退出足球界，於1983年至1988年間任職寫字樓文員、酒廊侍應及酒樓股東等工作。其中任職酒樓總經理時，曾管理過3間餐館。基於父親工作性質關係，他自小獲得機會進入片場，此引起他對加入娛樂圈的興趣。
但在其父親反對之下，他於中學畢業後沒有加入演藝圈，反而從事飲食業，以便日後能夠移民到美國。直至1989年經周星馳的介紹，李健仁到高志森的電影公司當幕後場記，後又任攝影助理、副導演及製片等職位。而其幕前演出則始於1992年，首部演出作品是電影《武狀元蘇乞兒》。他入行以來以「如花」一角為其代表角色，往後曾擔任星輝海外有限公司的製作人。不過最後顧及家人不喜歡他扮演「如花」的感受，於是沒有再與周星馳合作。2008年1月19日，羅湖海關扣查大批香港的水貨買家和賣家，李健仁是其中一位被扣查的人士。2020年5月7日據媒體報導，李健仁於2019年9月在深圳焗桑拿期間中風暈倒，半身不遂以及失去部分語言能力。事後由妻子安排從深圳寓所返回香港醫治。
他現時仍活躍於影視圈，主要於中國內地工作。

## 個人生活
李健仁已婚，婚後與妻子育有1子2女。

## 作品列表

### 電影
| 年份   | 片名             | 角色                   | 備註     |
| 1992年 | 武狀元蘇乞兒     | 蘇乞兒朋友的阿姨的妹妹 |          |
| 1993年 | 唐伯虎點秋香     | 搶匪                   |          |
| 1994年 | 九品芝麻官       | 如花                   |          |
| 1994年 | 陀地妹           |                        |          |
| 1995年 | 回魂夜           | 大孖                   |          |
| 1995年 | 百變星君         | 王小虎                 |          |
| 1995年 | 十兄弟           | 大口九                 |          |
| 1996年 | 紅燈區           | 肥龍                   |          |
| 1996年 | 皇帝妃嬪         |                        |          |
| 1996年 | 食神             | 學生妹                 |          |
| 1996年 | 新上海灘         | 丁力和許文強的手下     |          |
| 1997年 | 黑玫瑰之義結金蘭 | 茶餐廳老闆娘           |          |
| 1997年 | 算死草           | 家丁阿仁               |          |
| 1997年 | 忍者兵           | 食堂婆婆               |          |
| 1997年 | 愛你愛到殺死你   |                        |          |
| 1997年 | 夜半3點鐘        | 戇框成                 |          |
| 1998年 | 行運一條龍       | 小丸子                 |          |
| 1999年 | 三五成群         | 三叔                   |          |
| 2000年 | 千王之王2000     | 阿仁                   |          |
| 2001年 | 少林足球         | 美容院店長             |          |
| 2002年 | 嫁個有錢人       |                        |          |
| 2004年 | 大佬愛美麗       | 同性戀按摩師 古惑仔    |          |
| 2005年 | 情癲大聖         | 青蛇                   |          |
| 2005年 | 雀聖             | 幪面黎明 學生妹        |          |
| 2005年 | 雀聖2自摸天后    | 閔大人                 |          |
| 2006年 | 打雀英雄傳       | 小龍                   |          |
| 2007年 | 美女食神         |                        |          |
| 2009年 | 午夜出租車       | 郭敬明                 |          |
| 2009年 | 大內密探靈靈狗   | 麗妃                   |          |
| 2010年 | 未來警察         | 劫匪爛布               |          |
| 2010年 | 越光寶盒         | 如花                   |          |
| 2011年 | 寶馬狂想曲       | 石頭爹                 |          |
| 2014年 | 我的老公是卧底   |                        |          |
| 2014年 | 唐伯虎衝上雲霄   |                        |          |
| 2016年 | 剩女脱单记       |                        | 網絡電影 |
| 2016年 | 仙俠學院         | 校長夫人               | 網絡電影 |
| 2016年 | 如果没有遇见你   |                        | 網絡電影 |
| 2016年 | 看見我和你       | 錦衣衛斧頭幫           |          |
| 2016年 | 3條友飲醉走      |                        |          |
| 2017年 | 奇葩追女仔       | 阿拉西                 | 網絡電影 |
| 2017年 | 總有刁民想害朕   | 老皇帝                 | 網絡電影 |
| 2017年 | 奇葩追女仔2      | 阿拉西                 | 網絡電影 |
| 2017年 | 二寶闖江湖       |                        |          |
| 2017年 | 殺手如花         | 如花                   | 網絡電影 |
| 2017年 | 13号诊室         |                        | 網絡電影 |
| 2018年 | 旺角老炮闯东北   |                        | 網絡電影 |
| 2018年 | 總有刁民想害朕2  | 老皇帝                 | 網絡電影 |
| 2018年 | 捉妖大仙         | 姜子牙                 | 網絡電影 |
| 2018年 | 美人魚村         | 阿仁                   | 網絡電影 |
| 2018年 | 龍蝦刑警         | 將軍                   |          |
| 2018年 | 冒牌搭档         | 阿仁                   |          |
| 2019年 | 无品大将美人面   |                        | 網絡電影 |
| 2019年 | 蜀山降魔传2      |                        | 網絡電影 |
| 2020年 | 笑傲神探         |                        | 網絡電影 |
| 2020年 | 龙套王之冒牌总裁 | 董事长                 | 網絡電影 |

### 電視劇
- 2012年 刷新3+7之單元「我的居委會大媽」 飾 安哥
- 2015年 医馆笑传
- 2016年 极品家丁
- 2020年 绝代雙驕 飾 李大嘴

### 网络剧
- 2012年 屌丝男士
- 2014年 三国热 飾 孙尚香
- 2015年 仙劍客棧 飾 赤鬼王
- 2021年 大飯店傳奇 飾 于發（2017年拍攝）

### 娛樂節目
- 2017年 街頭派錢黨 飾 主持如花

### 廣告
- 生力啤上網篇 飾 「如夢」的真身「如花」
- 網絡遊戲夢之樂章（台版為精靈樂章）廣告中再次飾演「如花」

## 外部連結
- 李健仁的新浪微博
- （英文） HKFilms.com Biography & Filmography list （页面存档备份，存于）
- （英文） Kin-yan Lee在互联网电影资料库（IMDb）上的資料（英文）
- “如花”李健仁：最爱你挖鼻孔那一抹娇羞 （页面存档备份，存于）